# Beledweyne
Beledweyne (somaliska: Beletweeyne, arabiska: بلد وين) är provinshuvudstad och den största staden i Hiiraan, Somalia. Staden är belägen ungefär 330 kilometer norr om Mogadishu i Shebelleflodens dalgång nära gränsen mot Etiopien. Shebelle delar staden i en västlig och en östlig del. Beledweyne är indelad i fyra distrikt; Oktoobar (Buundaweyn), Howlwadaag, Kooshin och Xaawataako.